# Ascletarió
Ascletarió (Ascletario) (segle I dC - 96), va ser un astròleg i matemàtic del temps de Domicià, que el va condemnar a mort l'any 96, segons Suetoni per haver fet prediccions i haver-les divulgat. Dió Cassi diu, de manera més explícita, que havia predit la mort de Domicià i la forma com moriria.
El nom d'Ascletarió és citat de formes diverses segons les fonts: Ascletarius, Asclepion, Asclation, però el seu nom sembla d'origen egipci. Si és així, va formar part d'un grup reduït però important d'astròlegs d'origen egipci que va créixer a Roma a l'inici del segle i, i en el qual s'inclourien per exemple Tiberi Claudi Balbili, Queremó d'Alexandria, Ptolemeu Seleuc i Pammenes.
Ascletarió va ser detingut per l'agost o el setembre de l'any 96 i portat davant de l'emperador el 17 de setembre. Segons Suetoni, Domicià li va preguntar si sabia quina sort l'esperava a l'acabar l'interrogatori, i Ascletarió li va dir que aviat els gossos el destrossarien. Per demostrar que les seves prediccions no tenien fonament, l'emperador va ordenar matar-lo i cremar el seu cos, però mentre s'acomplien les ordres, una forta pluja va apagar la pira funerària i els gossos van desmembrar les seves restes. El fet va ser transmès immediatament a l'emperador. Els seus escrits són citats per diferents autors del segle I i II.